# آيت عين (أوكنز)
آيت عين هي إحدى مشيخات المملكة المغربية، تتبع جغرافيا لإقليم شتوكة آيت باها وإداريًا لأوكنز. يقدر عدد سكانها بـ 439 نسمة حسب الإحصاء الرسمي للسكان والسكنى لسنة 2004.